# 대복천
대복천(大福川)은 울산광역시 웅촌면의 부탕골에서 발원하여 남류하다가 회야강으로 흘러드는 하천이다.2011년 3월 25일 상수도사업본부는 이곳 주변에서 상수원 상류 오염물질 제거 작업을 벌였다.